# موانا (فلم 2026)
موانا (بالإنجليزية: Moana) هو فيلم فنتازيا ومغامرات موسيقي أمريكي قادم من إنتاج شركة والت ديزني، وإخراج توماس كايل، وسيناريو من كتابة جاريد بوش ودانا ليدوكس ميلر. يُعد الفيلم اقتباسًا حيًا من فيلم الرسوم المتحركة الذي يحمل الاسم نفسه والصادر عام 2016، ويُصنّف بوصفه الجزء الثالث ضمن سلسلة موانا. يتولى إنتاج الفيلم كل من دواين جونسون، وهيرام وداني جارسيا، وبو فلين.
تؤدي الممثلة كاثرين لاغايا دور موانا في أول ظهور سينمائي لها، بينما يعيد دواين جونسون تجسيد دور ماوي، نصف الإله الأسطوري، وهو الدور نفسه الذي أدّاه بالأداء الصوتي في النسخة المتحركة الأصلية. أُعلن عن المشروع لأول مرة في أبريل 2023 من قبل جونسون نفسه، وعُيّن توماس كايل مخرجًا في مايو من العام ذاته. وفي يونيو 2024، كُشف عن انضمام لاغايا إلى طاقم العمل بدور البطولة، إلى جانب طاقم مساعد أٌعلن عنه لاحقًا.
بدأ التصوير الرئيسي للفيلم في كل من أتلانتا، جورجيا وهاواي خلال الفترة ما بين يوليو ونوفمبر 2024، مع اعتماد مواقع طبيعية تعكس طابع الجزر البولينية الذي اشتهرت به النسخة الأصلية. يُنتظر أن يُطلق الفيلم في دور العرض في الولايات المتحدة بتاريخ 10 يوليو 2026، من قبل شركة والت ديزني ستوديوز موشن بيكتشرز.

## طاقم التمثيل
- كاثرين لاغايا في دور موانا.
- دواين جونسون في دور ماوي.
- جون توي في دور الزعيم توي، والد موانا.
- فرانكي آدامز في دور سينا، والدة موانا.
- رينا أوين في دور الجدة تالا، جدة موانا وأم توي.

## إنتاج

### تطوير
في 3 أبريل 2023، أُعلن عبر القناة الرسمية لـدواين جونسون على يوتيوب أن نسخة حيّة مقتبسة من فيلم "موانا" (2016) قيد التطوير لدى شركة والت ديزني بيكتشرز . تولى جونسون إنتاج الفيلم عبر شركته "سيفن باكس للإنتاج" إلى جانب زوجته السابقة داني جارسيا، وشقيقها هيرام جارسيا، والنجم بو فلين لصالح شركة "فلين بيكتشرز". كما تشارك أولي كرافاليو، مؤدية صوت موانا في النسخة المتحركة الأصلية، بصفة منتجة تنفيذية في هذا المشروع. وفي إعلان مصاحب، صرّح جونسون: "هذه القصة هي ثقافتي، وهي رمزٌ لرشاقة شعبنا وقوته المحاربة. أحمل هذه الثقافة بفخر على جسدي وفي روحي، وهذه الفرصة التي تأتي مرة واحدة في العمر للالتقاء بماوي، المستلهم من روح جدي الراحل، الزعيم الأعلى بيتر مايفيا، هي فرصة راسخة في وجداني... لا يوجد عالم أفضل لنا لتكريم قصة شعبنا وشغفنا وهدفنا من عالم الموسيقى والرقص، الذي يُجسّد جوهر هويتنا كشعب بولينيزي." ورغم أن الفاصل الزمني بين النسختين لم يتجاوز سبع سنوات، أوضح شون بيلي، رئيس قسم الإنتاج الحي في ديزني آنذاك، أن قرار إعادة إنتاج الفيلم جاء في سياق الاحتفال بالذكرى المئوية لتأسيس ديزني.
في 31 مايو 2023، أُهلن رسميًا عن اختيار توماس كايل كمخرج للفيلم، مع خطة مبدئية للبدء في اختيار الممثلين في وقت لاحق من العام. إلا أن هذه الخطة تأخرت حتى 8 نوفمبر 2023 نتيجة إضراب نقابة ممثلي الشاشة الأمريكية (SAG-AFTRA). وفي فبراير 2024، كشف جونسون أنه قد اُختيرت ممثلة لأداء دور "موانا"، ولكن اسمها سيبقى طي الكتمان. وفي يونيو من العام نفسه، كُشف عن أن الممثلة كاثرين لاغايا ستؤدي الدور الرئيسي، إلى جانب انضمام كل من جون توي، وفرانكي آدامز، ورينا أوين إلى طاقم التمثيل. تولى كتابة السيناريو جاريد بوش بالتعاون مع دانا ليدوكس ميلر، المخرج المشارك في فيلم موانا 2. ويمثّل هذا التعاون الثالث بين دواين جونسون وجون توي، بعد مشاركتهما في فيلم هوبس أند شو (2019) والمسلسل "روك الشاب" (2021-2023).

### التصوير
بدأ التصوير الرئيسي لفيلم موانا في أتلانتا، جورجيا بتاريخ 29 يوليو 2024، تحت عنوان العمل المؤقت "Canon"، قبل أن يُستكمل لاحقًا في هاواي حيث اختُتم التصوير في 22 نوفمبر من العام نفسه. كان من المقرر أصلاً أن يبدأ التصوير في يونيو 2024 تحت عنوان العمل "Motorheads"، بعد أن تأجل عن موعده الأولي في أكتوبر 2023 بسبب إضراب نقابة ممثلي الشاشة الأمريكية (SAG-AFTRA) لعام 2023، والذي أدى إلى تعطيل العديد من مشاريع الإنتاج في هوليوود.
تولى أوسكار فوريا مهام المدير التصويري للفيلم، بينما تولى بيل ويستنوفر الإشراف على المؤثرات البصرية، وهو المنصب الذي قبله بعد انسحابه من العمل على فيلم كابتن أمريكا: عالم جديد شجاع من عالم مارفل السينمائي (MCU) الصادر عام 2025.

## موسيقى
في ديسمبر 2024، أكّد مارك مانشينا، مؤلف الموسيقى التصويرية الأصلية لفيلم موانا (2016) وجزئه الثاني موانا 2 (2024)، أنه سيعود لتأليف الموسيقى التصويرية الخاصة بالنسخة الحيّة من الفيلم. كما سيعود لين مانويل ميراندا، الذي كان المسؤول عن كتابة الأغاني الأصلية للفيلم الأول، بعد غيابه عن موانا 2 بسبب تضارب في الجدول الزمني.

## الإصدار
من المقرر إصدار النسخة الحيّة من فيلم موانا في 10 يوليو 2026، وذلك تزامنًا مع الذكرى السنوية العاشرة لإصدار الفيلم الأصلي الذي صدر عام 2016. كان من المخطط سابقًا أن يُطرح الفيلم في دور العرض بتاريخ 27 يونيو 2025، إلا أن إعلان ديزني عن إنتاج الجزء الثاني من فيلم الرسوم المتحركة موانا وتحديد موعد صدوره في أواخر عام 2024، دفع الشركة إلى تأجيل إصدار النسخة الحيّة لمدة عام كامل. ويأتي هذا القرار بهدف منح الجمهور فرصة مناسبة لهضم أحداث الجزء الثاني، مع الحفاظ على زخم الاهتمام الجماهيري بالسلسلة، خاصة في ظل الفجوة التي تبلغ ثمانية أشهر فقط بين الفيلمين.